# Placa del Altiplano

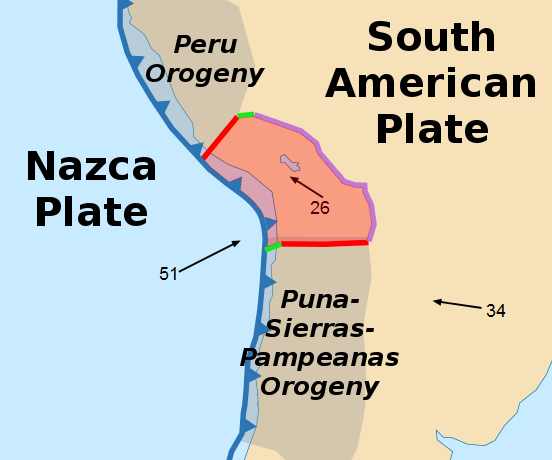
Placa del Altiplano

La placa del Altiplano es una placa tectónica menor de la litósfera del planeta Tierra.  Ocupa un ángulo sólido de 0,0205 estereorradianes ubicados entre el sur del Perú, el oeste de Bolivia y el norte de Chile, donde se eleva la zona del Altiplano.  Está asociada a la placa Sudamericana, la cual le rodea completamente en su porción emergida, mientras que su límite occidental marítimo colisiona con la placa de Nazca donde se forma la fosa de Perú-Chile.
- Datos: Q1200986